# Leslie Harrison McRobert
Leslie Harrison McRobert, britanski general, * 1898, † 1981.